# リュディ・ガルシア
リュディ・ガルシア（Rudi Garcia, 1964年2月20日 - ）は、フランス・ヌムール出身の元サッカー選手、現サッカー指導者。現役時代のポジションはMF。2025年1月よりベルギー代表の監督を務める。
父親のホセ・ガルシアはスペインからフランスに移住し、CSスダンでプレーしたプロサッカー選手であった。

## 選手時代

### LOSCリール
父親が地元のコルベイユ＝エソンヌで監督をしていた時にチームに加わり、カデッテ年代までプレーした。コルベイユは全国大会に出場するレベルではなく、その後Viry-Châtillonに加わった。18歳の時にバカロレア（大学入学資格）を得て、リールの下部組織に加わった。1982年にトップチームデビューし、1988年にクラブを離れるまでに約170試合に出場した。1984年12月、パルク・デ・プランスで行われたパリ・サンジェルマンFC戦(3-2)でプロ初得点となる決勝点を決めた。攻撃的ミッドフィールダーであったが6シーズンで4得点しか挙げていないが、これは自分で得点することよりも攻撃を組み立てることに熱心であったからだとしている。

### 晩年と引退後
1988年にSMカーンに移籍し、ロベール・ヌザレ監督とダニエル・ジャンデュプー監督の下でプレーした。1991年にはFCマルティーグに移籍したが、背中と膝に重傷を負い、1992年、28歳でプロ生活からの引退を余儀なくされた。1992年から1994年まではグラウンドを離れ、ユース年代の指導者資格を取得するとともに、第2の人生のためにパリ第11大学（オルセー大学）に入学して第一課程（一般教養教育課程＝DEUGと職業技術教育課程＝STAPS）を修了した。勉学と並行してCanal Satellitleに勤務し、まずは試合後のインタビューを担当するリポーターを、次にスタジオでの試合解説者を務めた。

## 指導者時代

### 初期
1994年には故郷に戻り、少年時代にプレーしていたコルベイユ＝エソンヌ（Division d'honneur、6部相当）で再び選手となった。1995年、1994-95シーズン終了2ヶ月前にしてコルベイユ＝エソンヌの選手兼任監督に就任し、クラブを降格から救った。1995-96シーズンはクラブをリーグ中位に導き、1996年には選手を退いて監督に専念した。1998年、リーグ・ドゥ（2部）に所属していたASサンテティエンヌのヌザレ監督はかつての教え子であるガルシアをコーチに迎え入れ、ガルシアはクラブ組織の運営方法に引き付けられた。
2年間フィジカルコーチとして働いた後はスカウトとなり、対戦相手の調査や緻密な戦術の作成を手伝った。徐々に彼の役割はアシスタントコーチに移り変わり、ヌザレ監督とジョン・トシャック監督の右腕となった。2001年序盤にはトシャック監督がスペインに戻ったため、ガルシアがジャン＝ギー・ワレムと協同でトップチームを指揮した。2000-01シーズンのサンテティエンヌは情けないシーズンを送っており、偽造パスポート問題などの様々なクラブ事情によって低調な成績が続いた。ガルシアとワレムのふたりは状況を覆すことができず、2001年5月、サンテティエンヌはリーグ・ドゥ降格となった。6月にはワレムが自らクラブを去り、ガルシアはこの際に辞任することはなかったが、8月にはクラブによって解任された。
世代別フランス代表を率いる道もあったが、指導者としての経歴をいったん中断し、再び解説者としての仕事をこなした。この時期にはDiplôme d'Entraineur Professionel de Football（DEPF、日本のJFA S級ライセンスに相当）を取得した。2002年5月21日、ディジョンFCOと契約して指導者に復帰した。クラブの基準を改善し、2003-04シーズンにはリーグ・ドゥ昇格を果たした。2000-2000シーズンのクープ・ドゥ・フランスでは準決勝に進出したが、LBシャトールーに0-2で敗れた。2007年6月にはディジョンを離れてル・マンUCと契約し、わずか1シーズンでチームを変革した。ロマリッチ、マルコ・バシャ、ヨアン・ペレなどの選手を起用し、内容と結果を両立させた。ル・マンUCはリーグ・アンで9位となり、クープ・ドゥ・ラ・リーグでは準決勝に進出した。

### LOSCリール
2008年6月18日、ル・マンとの契約を解除し、1980年代に選手として6シーズンプレーしたリールの監督に就任した。慎重で退屈な戦術を用いた前任のクロード・ピュエル監督とは対照的に、2008-09シーズンは洗練された攻撃的なサッカーに取り組んだ。ガルシアの新しいアプローチはルドヴィク・オブラニアクやミシェル・バストスなどといった選手の成長を促し、後者はリーグ戦でチームトップの14得点を挙げた。若手有望株のエデン・アザールにも多くの出場機会を与え、アザールは綺羅星のようなプレーでガルシアの信頼に応えた。リーグ戦の過去3シーズンで最高となる順位に押し上げ、UEFAヨーロッパリーグ出場権を獲得したにもかかわらず、2009年6月2日、驚くことにリールの首脳陣はガルシアの解任を決定した。解任の理由は首脳陣のひとりであるXavier Thuilotとの意見の相違であったが、Thuilotは同月中に辞任したため、解任から半月後の2009年6月18日、主要株主でもあるミシェル・セイドゥ会長はガルシアに再び指揮官就任を依頼した。
1998 FIFAワールドカップでフランス代表が初優勝した際の監督であるエメ・ジャケなど、フランスサッカー界の著名人の後押しもあり、ガルシアは再びリール監督に就任した。この時のフランスサッカー界では多くの監督が守備的なアプローチを試みており、アントワーヌ・コンブアレ監督やガルシアは攻撃サッカーを信奉する少数派に分類されていた。2009-10シーズンもリーグ戦で改善を続け、2008-09シーズンよりひとつ順位を挙げて4位でシーズンを終えた。リーグ優勝したオリンピック・マルセイユをも凌ぐリーグ最多の72得点を記録し、メディアや解説者はリールを「北のバルサ」(the Barça of the North)と呼んだ。2011年5月、クープ・ドゥ・フランス決勝でパリ・サンジェルマンFCを破り、1955年以来となるタイトルを獲得した。5月21日、リーグ戦で再びパリ・サンジェルマンFCと対戦し、2-2で引き分けてリーグ優勝を決めた。彼はリーグ最優秀監督賞を受賞した。2011年のFIFAバロンドール投票では男子最優秀監督賞にノミネートされ、10位となった。同年にはUEFAチーム・オブ・ザ・イヤーの監督部門にもノミネートされた。

### ASローマ
2013年6月12日、ASローマ監督就任が決定。11月1日のキエーヴォ戦ではセリエA新記録となる開幕10連勝を達成。1年目でチームを2位に躍進させた。2年目も2位へチームを導くも、3年目にローマは11月後半から失速し、コッパ・イタリアではラウンド16で2部のスペツィア・カルチョ相手に敗退。2016年1月13日、ローマから解任された事を発表。

### マルセイユ
2016年10月20日、アメリカ人実業家のフランク・マッコートが買収したばかりのオリンピック・マルセイユの新監督就任が発表された。契約期間は3年間。

### ナポリ
2023年6月15日、スクデットを獲得しイタリア代表監督へ就任したルチアーノ・スパレッティの後任として、ナポリ監督に就任。期間は2年＋1年延長オプションの契約であったが、同年11月に解任された。

### ベルギー代表
2025年1月24日、ベルギー代表の監督に就任した。

## 監督成績
2025年3月23日現在
| クラブ           | 就任   | 退任   | 記録 | 記録 | 記録 | 記録 | 記録   |
| クラブ           | 就任   | 退任   | 試   | 勝   | 分   | 敗   | 勝率   |
| ---------------- | ------ | ------ | ---- | ---- | ---- | ---- | ------ |
| サンテティエンヌ | 2001年 | 2001年 | 17   | 5    | 4    | 8    | 029.41 |
| ディジョン       | 2002年 | 2007年 | 214  | 93   | 61   | 60   | 043.46 |
| ル・マン         | 2007年 | 2008年 | 44   | 18   | 11   | 15   | 040.91 |
| リール           | 2008年 | 2013年 | 256  | 129  | 67   | 60   | 050.39 |
| ローマ           | 2013年 | 2016年 | 118  | 61   | 34   | 23   | 051.69 |
| マルセイユ       | 2016年 | 2019年 | 142  | 69   | 32   | 41   | 048.59 |
| リヨン           | 2019年 | 2021年 | 78   | 42   | 18   | 18   | 053.85 |
| アル・ナスル     | 2022年 | 2023年 | 26   | 18   | 5    | 3    | 069.23 |
| ナポリ           | 2023年 | 2023年 | 16   | 8    | 4    | 4    | 050.00 |
| ベルギー代表     | 2025年 |        | 2    | 1    | 0    | 1    | 050.00 |
| 合計             | 合計   | 合計   | 913  | 444  | 236  | 233  | 048.63 |

## タイトル
指導者時代

### クラブ
LOSCリール
- リーグ・アン : 2010-11
- クープ・ドゥ・フランス : 2010-11

### 個人
- リーグ・アン 最優秀監督賞 : 2010-11